# أندريه كرينسكي
أندريه كرينسكي (مواليد 16 يوليو 1931) هو مبارز بالسيف بولندي، مثّل بلاده في الألعاب الأولمبية الصيفية 1960.

## روابط خارجية
أندريه كرينسكي على موقع أوليمبيديا (الإنجليزية)
- أندريه كرينسكي على موقع اللجنة الأولمبية البولندية (مؤرشف) (البولندية)